# Otsego County (Michigan)
Otsego County ist ein County im Bundesstaat Michigan der Vereinigten Staaten. Der Verwaltungssitz (County Seat) ist Gaylord. Das U.S. Census Bureau hat bei der Volkszählung 2020 eine Einwohnerzahl von 25.091 ermittelt.

## Geographie
Das County liegt im Norden der Unteren Halbinsel von Michigan und hat eine Fläche von 1362 Quadratkilometern, wovon 30 Quadratkilometer Wasserfläche sind. Es grenzt im Uhrzeigersinn an folgende Countys: Cheboygan County, Montmorency County, Crawford County, Antrim County und Charlevoix County.

## Geschichte
Otsego County wurde 1840 aus Teilen des Mackinac County gebildet. Bis 1843 hieß es Okkudo County. Benannt wurde es nach dem Otsego County in New York, der ehemaligen Heimat vieler der ersten Siedler in diesem Gebiet.
Zwei Bauwerke des Countys sind im National Register of Historic Places eingetragen (Stand 27. Januar 2018).

## Demografische Daten
Nach der Volkszählung im Jahr 2000 lebten im Otsego County 23.301 Menschen; es wurden 8.995 Haushalte und 6.539 Familien gezählt. Die Bevölkerungsdichte betrug 17 Einwohner pro Quadratkilometer. Ethnisch betrachtet setzte sich die Bevölkerung zusammen aus 97,51 Prozent Weißen, 0,18 Prozent Afroamerikanern, 0,62 Prozent amerikanischen Ureinwohnern, 0,34 Prozent Asiaten, 0,04 Prozent Bewohnern aus dem pazifischen Inselraum und 0,15 Prozent aus anderen ethnischen Gruppen; 1,16 Prozent stammten von zwei oder mehr Ethnien ab. 0,75 Prozent der Bevölkerung waren spanischer oder lateinamerikanischer Abstammung.
Von den 8.995 Haushalten hatten 34,1 Prozent Kinder unter 18 Jahren, die bei ihnen lebten. 60,4 Prozent waren verheiratete, zusammenlebende Paare, 8,3 Prozent waren allein erziehende Mütter und 27,3 Prozent waren keine Familien. 22,5 Prozent waren Singlehaushalte und in 9,1 Prozent lebten Menschen im Alter von 65 Jahren oder darüber. Die Durchschnittshaushaltsgröße betrug 2,56 und die durchschnittliche Familiengröße lag bei 3,00 Personen.
26,8 Prozent der Bevölkerung waren unter 18 Jahre alt. 7,0 Prozent zwischen 18 und 24 Jahre, 28,5 Prozent zwischen 25 und 44 Jahre, 24,0 Prozent zwischen 45 und 64 Jahre und 13,7 Prozent waren 65 Jahre oder älter. Das Durchschnittsalter betrug 38 Jahre. Auf 100 weibliche Personen kamen 98,6 männliche Personen. Auf 100 Frauen im Alter von 18 Jahren und darüber kamen statistisch 96,7 Männer.
Das jährliche Durchschnittseinkommen eines Haushalts betrug 40.876 US-$, das Durchschnittseinkommen einer Familie 46.628 $. Männer hatten ein Durchschnittseinkommen von 34.413 $, Frauen 21.204 $. Das Prokopfeinkommen betrug 19.810 $. 5,3 Prozent der Familien und 6,8 Prozent der Bevölkerung lebten unterhalb der Armutsgrenze.